# EXist-db
eXist-db – otwarty system zarządzania bazą danych, wykorzystujący technologie XML do przechowywania danych. Projekt powstał w 2000 roku, a jego twórcą jest Wolfgang Meier. W przeciwieństwie do baz relacyjnych, eXist wykorzystuje język XQuery, którego używa się do operowania na danych przechowywanych w postaci zasobów podzielonych na kolekcje (podobnie jak w systemach plików).

## Zalety eXist
eXist pozwala na przechowywanie dowolnych danych XML (bez względu na ich strukturę), co pozwala na uniknięcie konieczności tworzenia i kontrolowania struktury bazy danych. eXist obsługuje również wiele standardów XML-owych W3C takich jak XQuery, XHTML, XPath, XSL. eXist zawiera wbudowany serwer http (domyślnie Jetty lub można zainstalować eXist na kontenerze serwletów takich jak Apache Tomcat), ale jest dostępny również poprzez interfejs REST, co pozwala na łatwe tworzenie aplikacji wykorzystujących techniki AJAX. Aplikacje oparte na XForms doskonale współpracują z eXist dzięki temu, że wystarczy niewiele linii kodu, aby uaktualnić zasób XML w bazie danych (bez korzystania z kodu mapującego).

## Standardy obsługiwane przez eXist
- XPath – język XPath
- XQuery – język XQuery
- WebDAV – Web distributed authoring and versioning
- REST – Representational state transfer (URL encoding)
- SOAP – Simple Object Access Protocol
- XACML – XML Access Control Language
- XInclude – server-side include file processing (limited support)